# Бориславиці-Косьцельні
Бориславиці-Косьцельні (пол. Borysławice Kościelne) — село в Польщі, у гміні Ґжеґожев Кольського повіту Великопольського воєводства.
Населення — 273 особи (2011).
У 1975-1998 роках село належало до Конінського воєводства.

## Демографія
Демографічна структура станом на 31 березня 2011 року:
|          | Загалом | Допрацездатний вік | Працездатний вік | Постпрацездатний вік |
| -------- | ------- | ------------------ | ---------------- | -------------------- |
| Чоловіки | 130     | 25                 | 90               | 15                   |
| Жінки    | 143     | 30                 | 78               | 35                   |
| Разом    | 273     | 55                 | 168              | 50                   |